# 1 Pułk KOP „Karpaty”

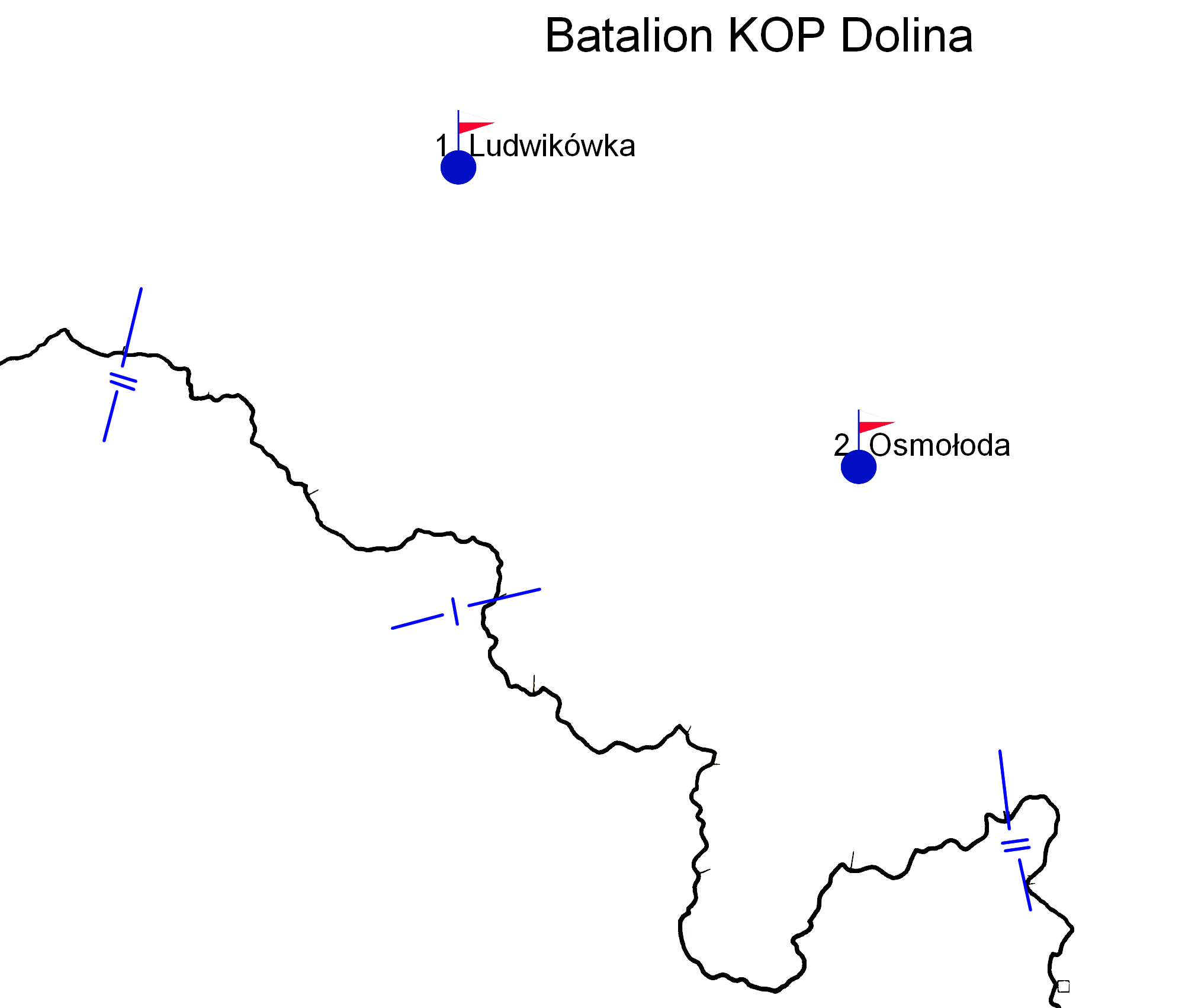
Szkic rozmieszczenia baonu KOP „Dolina”

1 Pułk KOP „Karpaty” (1 pułk piechoty KOP „Karpaty”) – oddział piechoty Korpusu Ochrony Pogranicza.

## Formowanie i zmiany organizacyjne
W grudniu 1938, na podstawie polecenia marszałka Rydza-Śmigłego, Korpus Ochrony Pogranicza przystąpił do objęcia ochrony granicy południowej. W myśl tego polecenia przystąpiono do tworzenia pułku KOP „Karpaty”. Pułk miał składać się z dowództwa pułku, kompanii szkolnej i trzech batalionów. Stan osobowy pułku składać się miał z oficerów i podoficerów wojska, natomiast żołnierze służby zasadniczej mieli być przydzieleni z oddziałów KOP. Organizacja pułku została zakończona 26 grudnia 1938. Dowódcą został mianowany ppłk Władysław Ziętkiewicz.
Proces  formowania trwał jednak do lipca 1939. W związku z utworzeniem 2 pułku KOP „Karpaty”, 7 lipca 1939 pułk rozkazem Ministerstwa Spraw Wojskowych DDO L.7676/Org.tjn./39 przemianowany został na 1 pułk KOP „Karpaty”. W tym samym czasie rozformowany został batalion KOP „Worochta”. Z jego części zorganizowana został 4 kompania batalionu KOP „Delatyn”, a resztę wykorzystano do sformowania 2 pp KOP „Karpaty”.
W czasie mobilizacji wszedł w skład 2 Brygady Górskiej Strzelców, na Odcinku „Słowacja” Armii „Karpaty”.

## Walki w kampanii wrześniowej

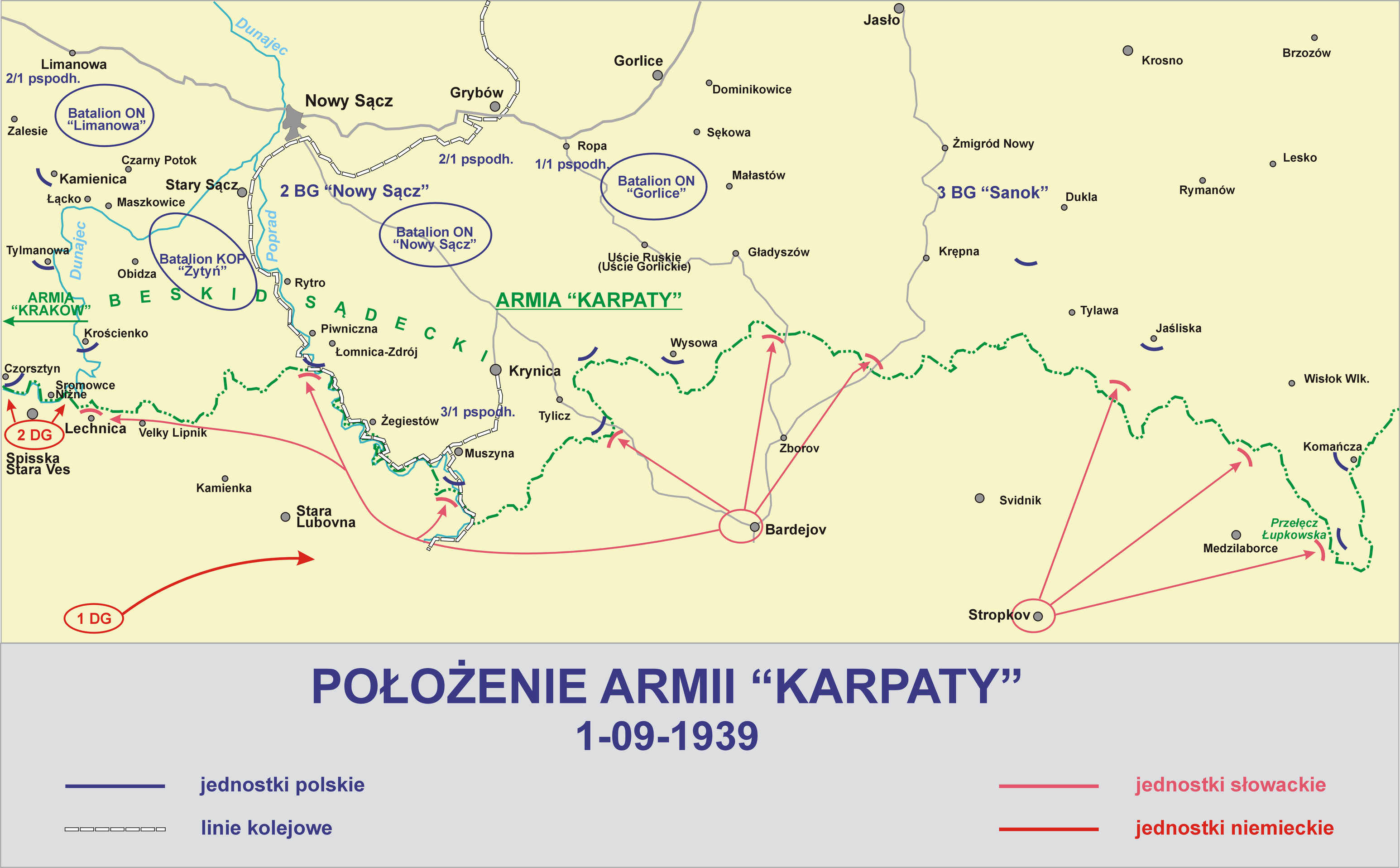
Pułk walczył w składzie armii

5 września do Grybowa dotarły pierwsze transporty 1 pułku KOP „Karpaty” ppłk. Ziętkiewicza. W godzinach popołudniowych dowódca 2 Brygady Górskiej Strzelców płk Stawarz postawił zadanie dowódcy 1 pp KOP Karpaty. Pułk wraz z przydzielonym plutonem artylerii ze 153 baterii artylerii górskiej kpt. Jerzego Wróblewskiego miał osłaniać kierunki Grybów–Gorlice oraz Stróże–Gorlice. Oddziały brygady rozpoczęły w nocy z 5 na 6 września przegrupowanie do rejonu Grybowa. 1 pułk KOP „Karpaty” o świcie zajął rubież między Grybowem a Stróżami. Obsadził pasmo wzgórz po wschodniej stronie doliny rzeki Biała: odcinek Polna-Stróże II batalionem i odcinek Stróże–Grybów I batalionem.
Około południa 6 września na pozycje obronne pułku w rejonie Polana–Grybów rozpoczęły natarcie pododdziały niemieckiej 2 Dywizji Górskiej. Zacięte walki toczono wzdłuż szosy Grybów–Gorlice. Pułk utrzymywał pozycje do wieczora. Wobec zagrożenia obejściem, dowódca 2 BGS. wydał rozkaz wycofania się do rejonu Biecz–Gorlice-Bednarka-Harklon.
7 września 1 pułk piechoty KOP „Karpaty” zajął pozycje w rejonie Gorlic. I batalion zajął południowo-wschodni odcinek obrony Gorlic. II batalion objął północno-wschodni odcinek obrony miasta. O świcie 7 września pododdziały niemieckiego 99 pułku strzelców górskich rozpoczęły natarcie na kierunku obrony pułku. Na rozkaz dowódcy 11 KDP płk. dypl. Bronisława Prugara–Ketlinga wojska nadal miały kontynuować działania opóźniające w kierunku Jasła. Pułk działać miał na lewym skrzydle 11 DP. Pierwszy oderwał się od nieprzyjaciela II batalion mjr. Swaczyny. Odwrót batalionu przebiegał w ciągłej styczności ogniowej z nacierającym 99 psg. Popołudniem, pod osłoną baonu KOP „Żytyń”, II batalion oderwał się od nieprzyjaciela i o zmroku przygotowywał się do obrony miasta.
I batalion mjr. Dembowskiego, wycofujący się bez wsparcia innych pododdziałów brygady, atakowany był przez czołowe pododdziały 100 psg. Batalion cofał się szosą na Kryg do Folusza, osiągając o świcie Jasło. Tu przeszedł do odwodu pułku. Baon KOP „Żytyń” wycofał się z rejonu Gorlic, o świcie 8 września dotarł do Jasła i został włączony do 1 pułku KOP „Karpaty” jako jego III batalion. Tu przeszedł do obrony Wisłoki na południu od Jasła.
Już rano 8 września 2 Brygada Górska otrzymała rozkaz do przegrupowania do rejonu Krosna. 1 pułk KOP „Karpaty” z zajmowanych pozycji na przedpolu brygady w Jaśle, miał się z nich wycofać i obsadzić południowy odcinek obrony rejonu Krosna: Świerzowa Polska–Suchodół i zamknąć kierunek ze Żmigrodu Nowego i Dukli na Krosno. Rano 8 września na pozycje pułku uderzył 136 pułk strzelców górskich płk. Albina Nakego z 2 Dywizji Strzelców Górskich. Pułk odparł uderzenia, ale poniósł duże straty. Około południa rozpoczęto odwrót w kierunku Krosna. Tu też zanotowano duże straty, szczególnie od ognia artylerii. Wieczorem pułk osiągnął rejon Swierzowa Polska–Suchodół i rozpoczął przygotowywanie obrony.
Przed południem 8 września niemiecka 1 Dywizja Górska utworzyła zmotoryzowaną grupę pościgową pod dowództwem ppłk. Karola Wintergesta. Wysłany z jej składu oddział wydzielony pod dowództwem mjr. Langa wdarł się do Krosna od strony południowej i po krótkich i chaotycznych walkach z pododdziałami 1 pułku strzelców podhalańskich zajął miasto. Na wiadomość o utracie Krosna, pododdziały 2 Brygady Górskiej rozpoczęły odwrót w kierunku Sanu. Wycofał się również 1 pułk KOP „Karpaty”. I batalion mjr. Dembowskiego ruszył na północny wschód i we wczesnych godzinach rannych 9 września dotarł do Odrzykonia. II batalion mjr. Swaczyny z dowódcą pułku ppłk. W. Ziętkiewiczem ominął Krosno od południa i o świcie 9 września dotarł do Haczowa. III batalion (baon KOP „Żytyń”) mjr. Kraszkiewicza obszedł Krosno od północy i skierował się na południowy wschód, docierając o świcie 9 września do rejonu Węglówki, gdzie dołączył do 17 pułku piechoty. Przebieg wydarzeń w rejonie Krosna w nocy z 8 na 9 września sprawił, że 1 pułk piechoty KOP „Karpaty”  przestał istnieć jako zwarta jednostka.

## Struktura organizacyjna pułku
Organizacja pułku KOP „Karpaty” w 1938:
- dowództwo pułku
- kompania szkolna
- batalion KOP „Skole”
- batalion KOP „Delatyn”
- batalion KOP „Worochta”

Organizacja pułku KOP „Karpaty” w styczniu 1939:
- dowództwo pułku w Stryju
  - placówka wywiadowcza nr 11
  - posterunek żandarmerii
  - drużyna łączności
- batalion KOP „Skole”
- batalion KOP „Dolina”
- batalion KOP „Nadwórna”

Organizacja i obsada personalna pułku we wrześniu 1939
- Dowództwo
  - dowódca pułku – ppłk piech. Władysław Ziętkiewicz
  - I adiutant – kpt. Tadeusz Chmielewski
  - II adiutant – kpt. Maksymilian Jechalik
  - dowódca plutonu zwiadowczego – NN
  - dowódca plutonu łączności – NN
  - kwatermistrz – kpt. Zieliński
  - naczelny lekarz – mjr dr  Stanisław Otfinowski
- I batalion (batalion KOP „Skole”) – mjr Jerzy Stanisław Dembowski
- II batalion (batalion KOP „Delatyn”) – mjr Augustyn Swaczyna